# اندرس کاردناس
اندرس کاردناس (انگلیسی: Andres Cardenas؛ زادهٔ ۹ مارس ۲۰۰۳) بازیکن فوتبال اهل ایالات متحده آمریکا است.